# Witki (Moszczanica)
Witki – część wsi Moszczanica położona w Polsce, w województwie podkarpackim, w powiecie lubaczowskim, w gminie Stary Dzików.
W latach 1975–1998 Witki administracyjnie należały do województwa przemyskiego.
Wierni Kościoła rzymskokatolickiego należą do parafii Trójcy Przenajświętszej w Starym Dzikowie.